# Atractoscion aequidens
Atractoscion aequidens es una especie de pez de la familia Sciaenidae en el orden de los Perciformes.

## Morfología
Los machos pueden llegar alcanzar los 130 cm de longitud total y 25 kg de peso.

## Alimentación
Los adultos comen peces pelágicos durante la noche. 

## Hábitat
Es un pez de clima tropical (14°N-28°S) y bentopelágico que vive entre 15-200 m de profundidad.

## Distribución geográfica
Se encuentra en el Océano Atlántico oriental (en Angola hasta Sudáfrica), el Índico occidental (Mozambique y Sudáfrica) y el Pacífico (costa oriental de Australia ).